# Zenit (metrostation)
Zenit (Russisch: Зенит) is een station aan de Nevsko-Vasileostrovskaja-lijn van de metro van Sint-Petersburg. Het ligt op de westpunt van het eiland Krestovski naast het Krestovskistadion. Het is het eerste station dat direct aan de oever van de Neva-baai ligt. De opening vond plaats op 28 mei 2018 onder de naam Novokrestovskaja (Russisch: Новокрестовская). Het station werd op 2 april 2020 gesloten in verband met de coronapandemie. Op 10 juni 2021 werd het station heropend. 

## Ontwerp en inrichting
Zenit is een ondiep gelegen zuilenstation met zijperrons. De perrons en de sporen zijn gescheiden met door een glazen wand met perrondeuren. In het midden van het station liggen boven de perrons twee ondergrondse verdeelhallen die via roltrappen en liften met de perrons is verbonden. De liften tussen de verdeelhallen en het bovengelegen plein hebben eigen toegangsgebouwtjes; de grootste reizigersstroom loopt via de twee toegangsgebouwen die zich boven de perroneinden bevinden. Deze toegangsgebouwen zijn via hellingbanen en vaste trappen met de respectievelijke verdeelhallen verbonden. De zuilen in het station zijn bekleed met donkerblauw gemetalliseerd keramiek. De ondergrondse buitenwanden zijn voorzien van metaalpanelen met afbeeldingen van strand en zee, terwijl de andere wanden zijn voorzien van roestvast staal in diverse kleuren. De geribbelde plafonddelen zijn gemaakt van witte en zilverkleurige stalen panelen. De vloeren bestaan uit gepolijst graniet in lichtbruin en grijs terwijl langs de perronschermen zwarte tegels gelegd zijn. De tunnel naar Begovaja is dubbelsporig en heeft een diameter van 10,3 meter. In de andere richting, naar het bijna 50 meter dieper gelegen Primorskaja, is er ook sprake van een dubbelsporige tunnel die echter onderweg overgaat in twee enkelsporige tunnels.

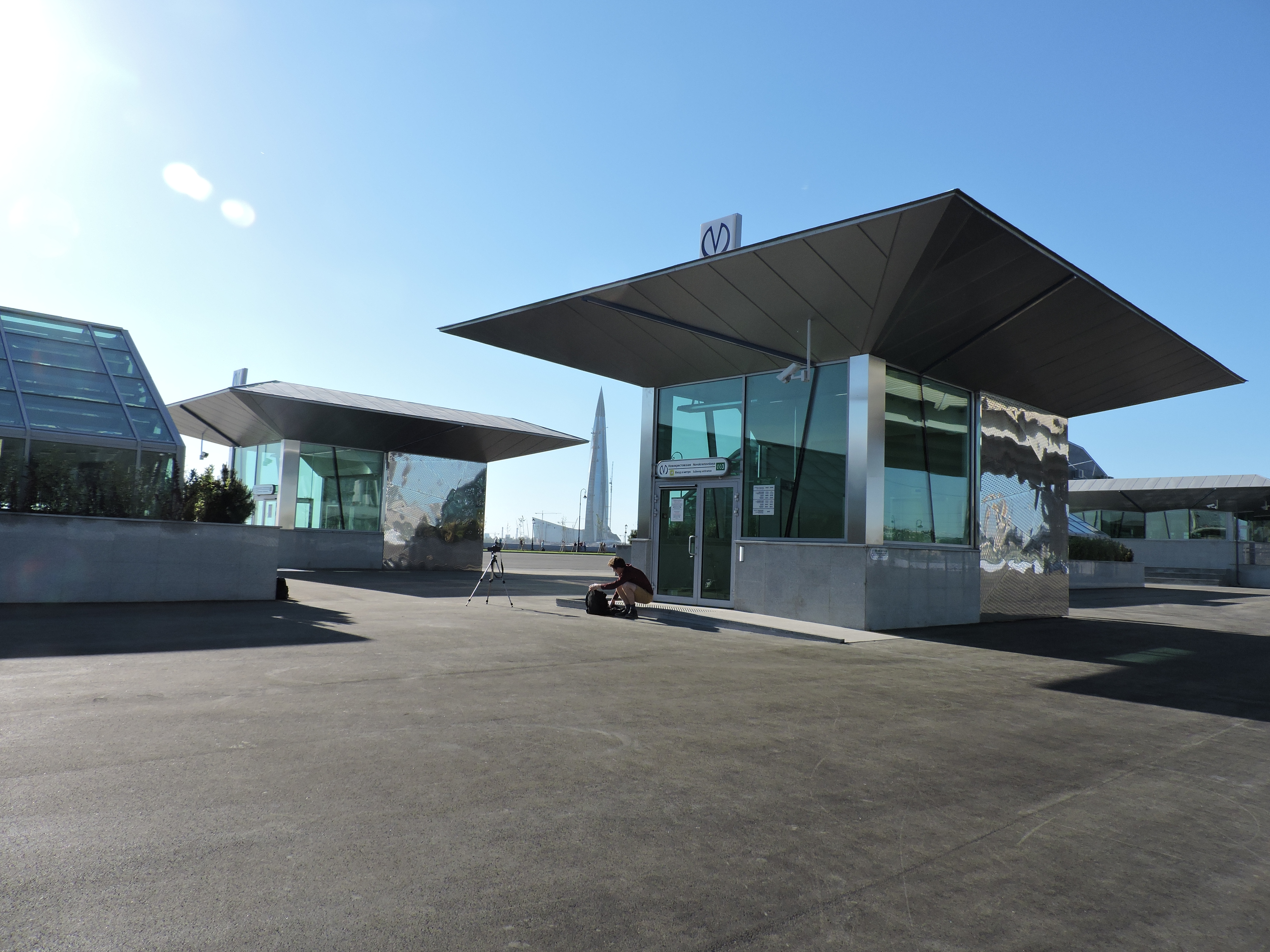
De liftgebouwtjes
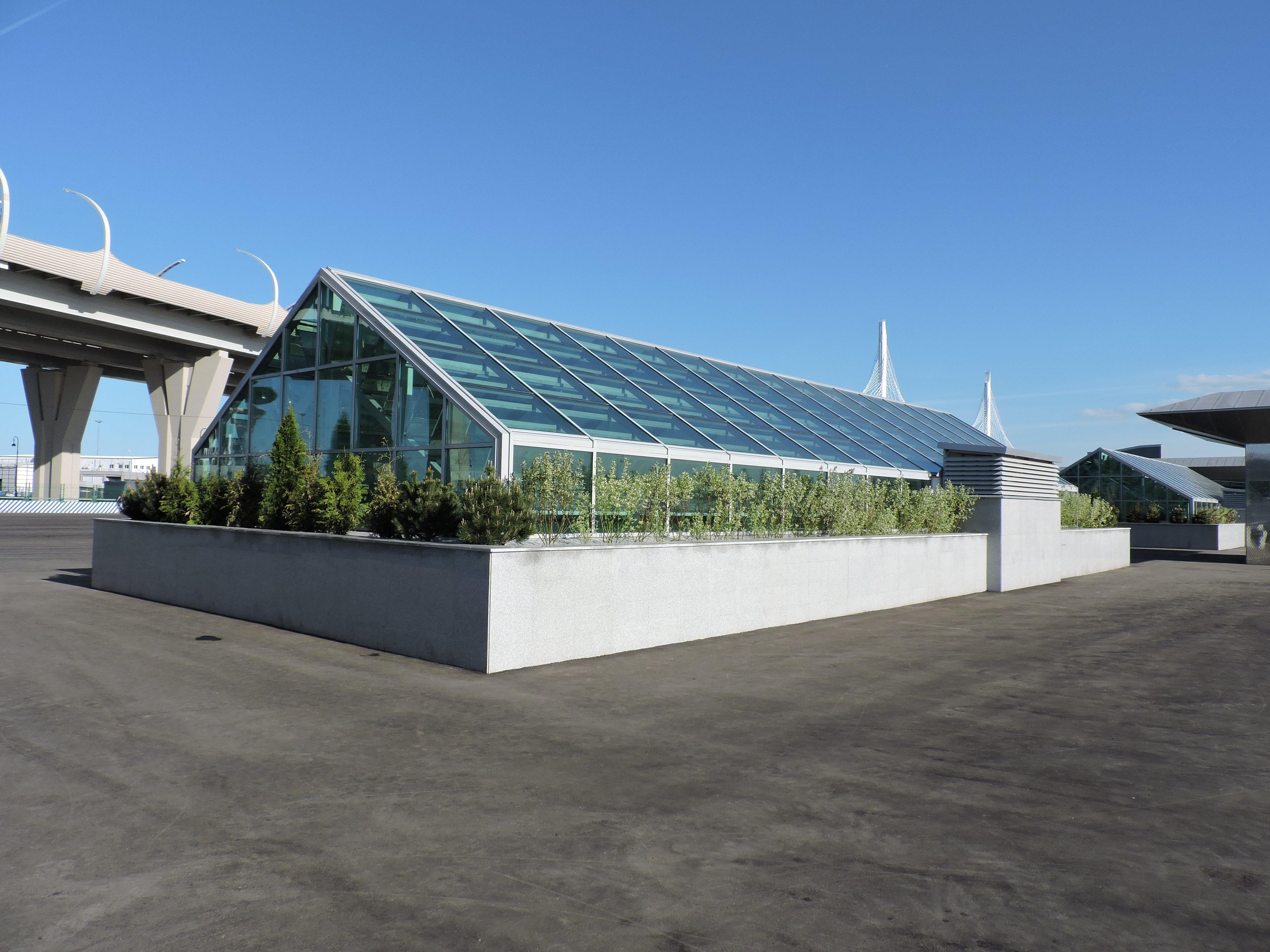
Glazen dak van de noordelijke verdeelhal
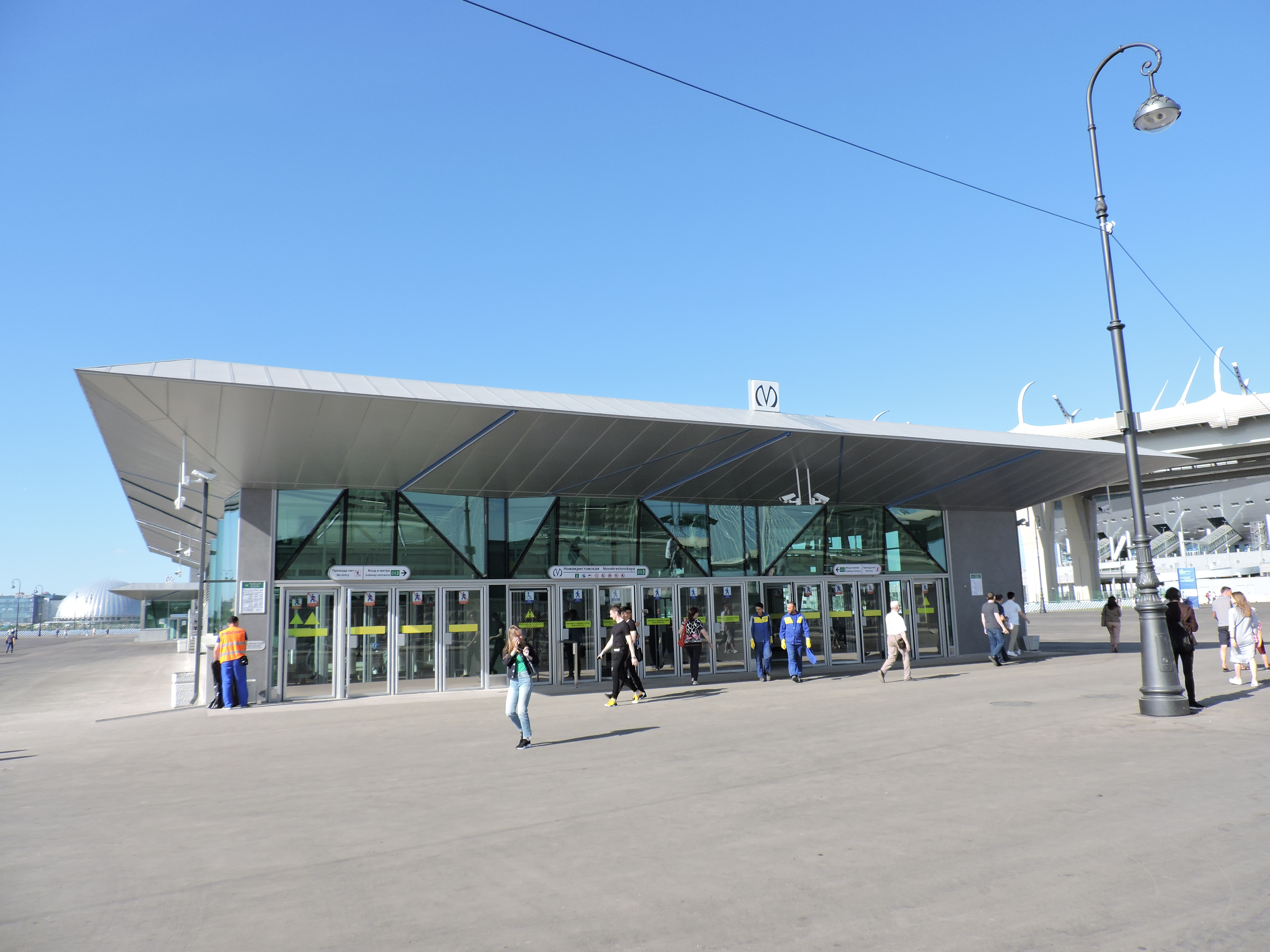
Het zuidelijke toegangsgebouw

## Aanleg
De verlenging van de Nevsko-Vasileostrovskaja-lijn ten noorden van Primorskaja stond al in de jaren 80 van de twintigste eeuw in de plannen. Het destijds voorgestelde traject liep ongeveer midden over het eiland terwijl het gebouwde traject over de westpunt van het eiland langs het tussen 2007 en 2017 gebouwde stadion loopt. Rusland werd eind 2010 als gastland aangewezen van het wereldkampioenschap voetbal 2018 en hierdoor ontstond de vraag om de stadions per metro bereikbaar te maken. Begin 2013 verschenen in de media van Sint-Petersburg berichten dat tijdens vergaderingen over de voorbereidingen voor het WK voetbal was besloten om de verlenging van de lijn versneld ter hand te nemen. Op 20 juni 2013 besloot de federale regering om gelden ter beschikking te stellen voor de bouw van het station in het kader van het WK-voetbal, en uiteraard moest het station voor de aftrap gereed zijn. In november 2014 schreef het Nationaal Ordecomité van Sint-Petersburg een prijsvraag uit voor de verlenging van Primorskaja naar Begovaja, die gewonnen werd door Metrostroi.
Het ophogen van het gebied rond het geplande station begon nog in 2014 en in januari 2015 begon de bouw van het station. In februari 2017 was 3200 meter tunnel gereed en begon tunnelboormachine Nadezjda aan de tunnel tussen Zenit en Primorskaja. Op 25 augustus 2017 was het dubbelsporige deel van de verlenging gereed. Op 3 april 2018 werd het station op het stroomnet van de metro aangesloten zodat de voorzieningen op het station gevoed konden worden en de derde rail onder spanning gezet kon worden. De eerste proefrit vond plaats op 23 april 2018 maar de beoogde opening op 27 april 2018 werd afgeblazen. De vice-gouverneur van Sint-Petersburg hoopte nog dat, bij wijze van proef, de bezoekers van de wedstrijd Zenit – CSKA op 29 april 2018 het station konden gebruiken maar ook dat ging niet door. Op 13 mei 2018 vertrok de eerste trein met reizigers vanaf Primorskaja naar het noorden. De bezoekers aan de Russische kampioenswedstrijd Zenit – SKA Chabarovsk werden zodoende ingezet om het station te testen voor het WK-voetbal. Tijdens de test, die duurde van 10:00 tot 19:00 uur maakten 17.500 reizigers gebruik van het station. Station Begovaja, waar de treinen keerden, was tijdens de test gesloten voor reizigers.
Op 16 mei 2018 inspecteerde premier Dmitri Medvedev het station dat uiteindelijk op de avond voor de verjaardag van Sint Petersburg om 21:00 uur werd geopend voor reizigersverkeer.

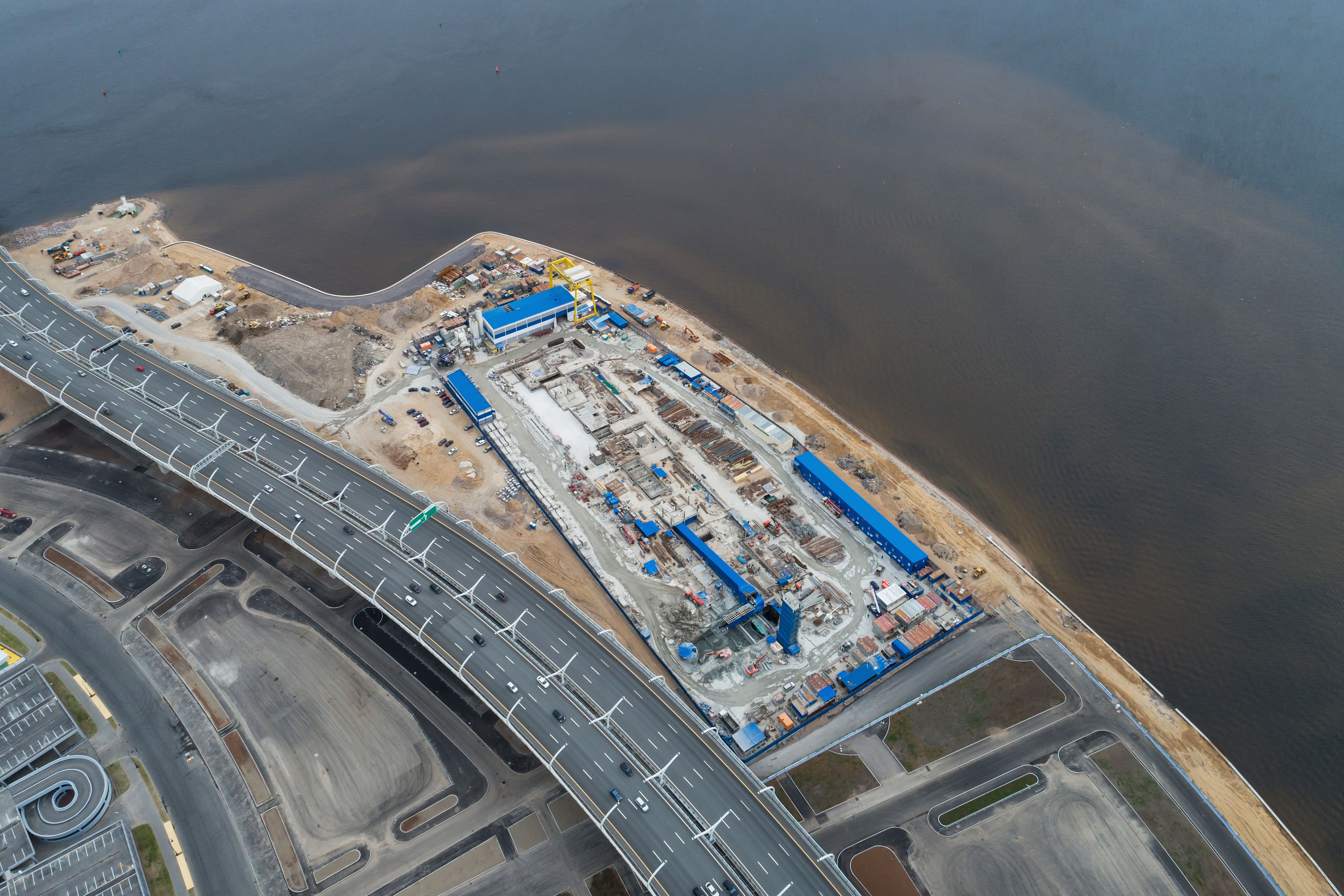
De bouwplaats in juni 2017
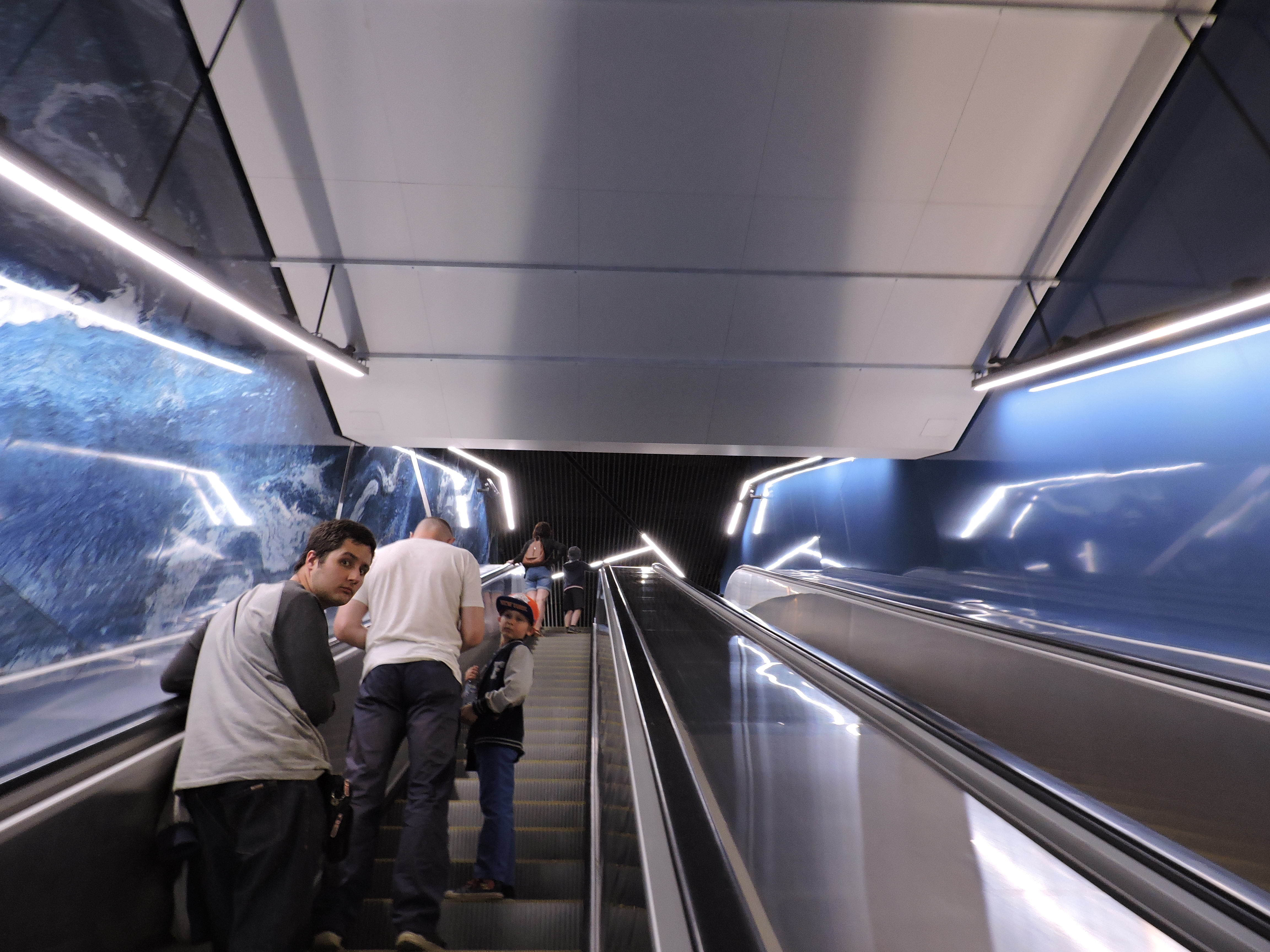
De roltrap tussen perron en verdeelhal
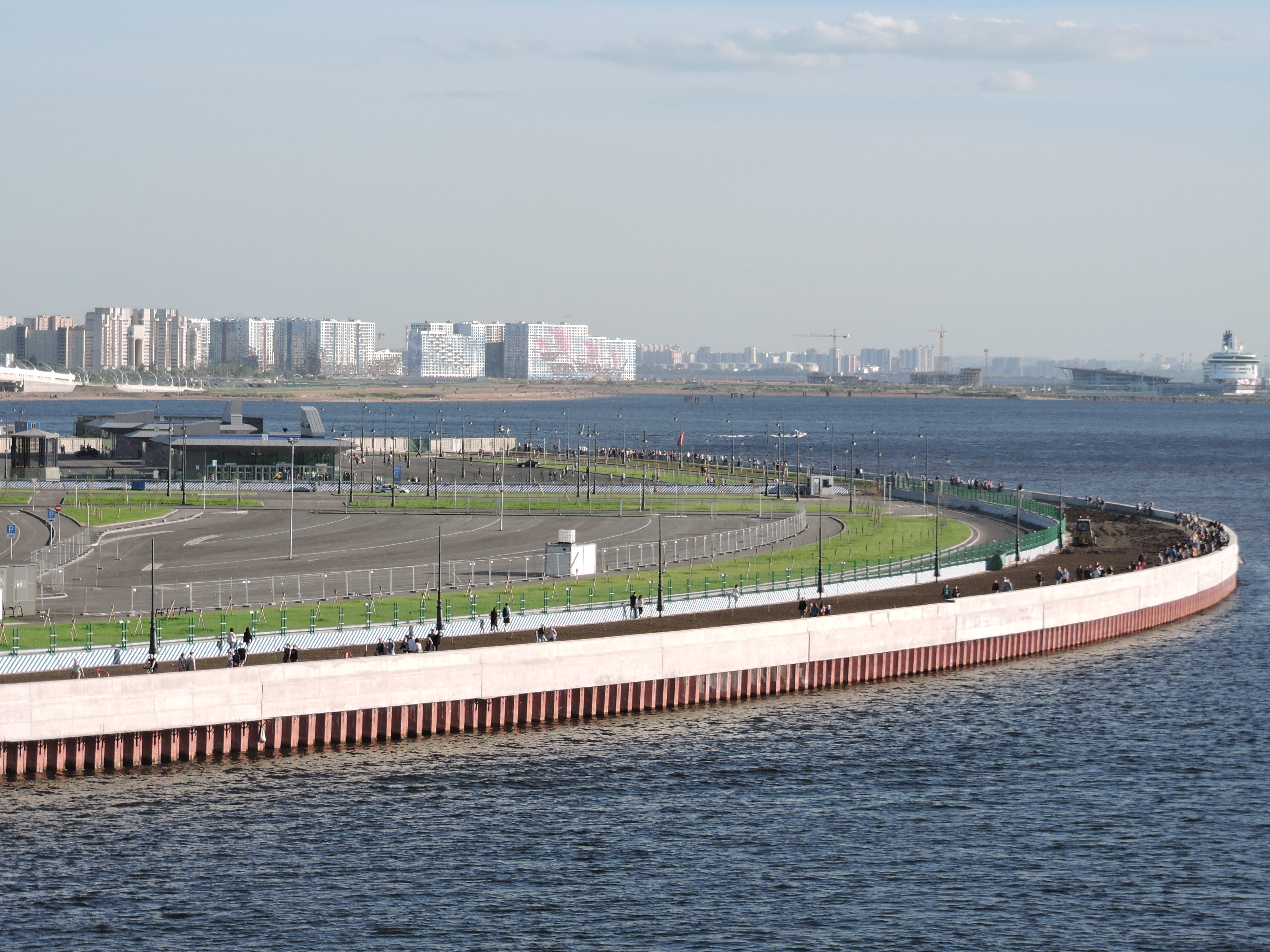
De nieuwe kade rond het station gezien uit het noorden

Hoewel het station is gebouwd om het voetbalstadion aansluiting op de metro te bieden wordt het station, met een capaciteit van 30-35 duizend reizigers per uur, na afloop van een wedstrijd gesloten. Dit gebeurt op verzoek van de transportpolitie die hiermee een verspreiding van de voetbalfans over meerdere stations in de buurt beoogt. Na 2030 wordt de Pravoberezjnaja-lijn ten noorden van het mijnbouwinstituut doorgetrokken naar het noorden. Hierdoor zullen de lijnen 3 en 4 de eerste lijnen worden met twee onderlinge overstappunten, een bij Zenit en de ander sinds 1985 bij Plosjtsjad Aleksandra Nevskogo.

## Naam
Het station werd in 2014 aanbesteed onder de naam Kirovstadion. Tijdens de bouw van het stadion werden verschillende namen voorgesteld voor het stadion en in samenhang daarmee ook voor het metrostation. Uiteindelijk werd het stadion genoemd naar het eiland waar het staat en werd het station genoemd naar het dorp dat hier vroeger lag. Na afloop van het wereldkampioenschap voetbal 2018 werd het stadion de thuisbasis van FK Zenit Sint-Petersburg en in maart 2019 pleitte de algemeen directeur van Zenit voor een naamswijziging. Het voorstel werd in november 2019 het onderwerp van een opiniepeiling en in december verwierp de stedelijke naamgevingscommissie het voorstel. Desondanks besloot de voorzitter van de cultuurcommissie tot een nadere bestudering van de opiniepeiling en het voorstel nogmaals in stemming te brengen. Op 10 juli 2020, enkele dagen na de Zenit de Russische titel had gewonnen, werd alsnog besloten om het station de naam van de 95-jarige voetbalclub te geven. Zenit beloofde een groot deel van de kosten van de naamswijziging voor haar rekening te nemen. De gouverneur van St. Petersburg had nog wel bezwaren maar ging op 14 augustus 2020 overstag zodat het station voortaan de naam Zenit zal dragen.      
Begovaja · 
Zenit · 
Primorskaja · 
Vasileostrovskaja · 
Gostinyj Dvor  · 
Majakovskaja   · 
Plosjtsjad Aleksandra Nevskogo  · 
Jelizarovskaja · 
Lomonosovskaja · 
Proletarskaja · 
Oboechovo · 
Rybatskoje